# Dobromir Dimitrow
Dobromir Dimitrow (bulgarisch Добромир Димитров, englische Transkription: Dobromir Dimitrov; * 7. Juli 1991 in Pasardschik) ist ein bulgarischer Volleyballspieler.

## Karriere
Dimitrow spielt in der bulgarischen Liga bei Pirin Balkanstroy. Mit der bulgarischen Nationalmannschaft erreichte der Zuspieler bei den Olympischen Spielen 2012 den vierten Platz.